# Carsonville (Míchigan)
Carsonville es una villa ubicada en el condado de Sanilac en el estado estadounidense de Míchigan. En el Censo de 2010 tenía una población de 527 habitantes y una densidad poblacional de 179,43 personas por km².

## Geografía
Carsonville se encuentra ubicada en las coordenadas 43°25′33″N 82°40′23″O / 43.42583, -82.67306. Según la Oficina del Censo de los Estados Unidos, Carsonville tiene una superficie total de 2.94 km², de la cual 2.94 km² corresponden a tierra firme y (0%) 0 km² es agua.

## Demografía
Según el censo de 2010, había 527 personas residiendo en Carsonville. La densidad de población era de 179,43 hab./km². De los 527 habitantes, Carsonville estaba compuesto por el 94.69% blancos, el 0.19% eran afroamericanos, el 0.19% eran amerindios, el 0.57% eran asiáticos, el 0% eran isleños del Pacífico, el 1.14% eran de otras razas y el 3.23% pertenecían a dos o más razas. Del total de la población el 4.74% eran hispanos o latinos de cualquier raza.